# Fotoklub Polski

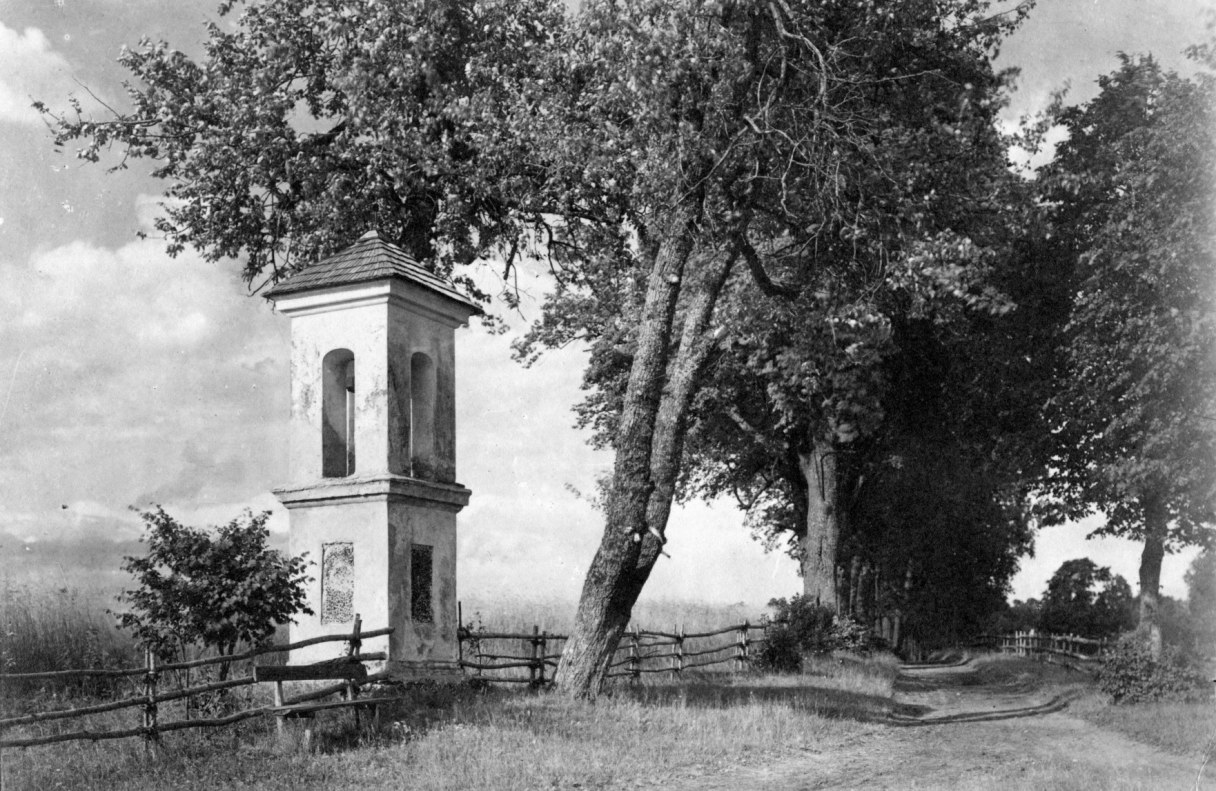
Foto: Jan Bułhak

Fotoklub Polski – pierwsze ogólnokrajowe stowarzyszenie fotograficzne, istniejące w latach 1929–1939. Stowarzyszenie zrzeszające elitę fotografów, fotografików piktorialistów z całej Polski.  

## Historia
Fotoklub Polski utworzono w 1929 roku w Poznaniu i usankcjonowano wprowadzeniem zasadniczych zmian statutowych – w 1930 roku w Wilnie – podczas IV Zjazdu Związku Polskich Towarzystw Fotograficznych; powstał na bazie wcześniej utworzonego (w 1928 roku) Fotoklubu Wileńskiego, będącego kontynuacją (utworzonego w 1927 roku) Wileńskiego Towarzystwa Miłośników Fotografii.  

## Działalność
Członkowie Fotoklubu Polskiego wybierani byli przez pięcioosobową Kapitułę Seniorów, w skład której wchodzili członkowie dożywotni – Jan Bułhak, Marian Dederko, Józef Kuczyński, Witold Romer i Tadeusz Wański. Celem i założeniem działalności Fotoklubu Polskiego było przedstawienie fotografii jako dziedziny niezależnej sztuki. Pierwszym prezesem Fotoklubu został Jan Bułhak. Jesienią 1939 roku działalność Fotoklubu (podobnie jak innych instytucji i organizacji w Polsce) została zawieszona – w czasie wojny przepadły bezpowrotnie archiwalia, dokumenty i większość prac członków Fotoklubu. 
Obecnie kontynuatorami tradycji Fotoklubu Polskiego są Związek Polskich Artystów Fotografików i Fotoklub Rzeczypospolitej Polskiej Stowarzyszenie Twórców. W marcu 2007 roku w Starej Galerii ZPAF zorganizowano wystawę, sięgającą do źródeł fotografii artystycznej Fotoklubu Polskiego.

## Członkowie Fotoklubu Polskiego
- Bieniawski Zbigniew (1899–1963); Lwów, Dęblin, zaproszony 1931
- Bobrowski-Jastrzębiec Tadeusz (1876–1936); Warszawa, przyjęty 1936
- Bogacki Władysław (1886–1975); Kraków, przyjęty 1937
- Bułhak Jan (1876–1950); Wilno, powołany 1930 K.S
- Buyko Wojciech (1882– po 1841); Wilno, zaproszony 1931
- Chomętowska Zofia (1902–1991)[13]; Warszawa, przyjęta 1937
- Cierniak Stanisław; Poznań, przyjęty 1937
- Cyprian Tadeusz (1898–1979); Puszczykówko k. Poznania, zaproszony 1931
- Czerny Edward (zginął w czasie okupacji); Bitków, przyjęty 1937
- Dederko Marian (1880–1965); Warszawa, powołany 1930 K.S
- Dederko Witold (1906–1988); Warszawa, zaproszony 1931
- Gardulski Bolesław (1885–1961); Poznań, Kraków, zaproszony 1931
- Kruszyński Jan (1903–1944); Wilno, przyjęty 1931
- Kuczyński Józef (1877–1952); Kraków, powołany 1930 K.S
- Kürbitz Rudolf; Łódź, przyjęty 1931
- Kurusza Worobjew Jan (1879–1940); Wilno, zaproszony 1931
- Lenkiewicz Adam (1888–1941); Lwów, zaproszony 1931
- Maciesza Aleksander (1875–1945); Płock, przyjęty 1937
- Mikolasch Henryk (1872–1931); Lwów, powołany 1930 K.S
- Mioduszewski Julian (1876–1932); Warszawa, przyjęty 1931
- Mierzecka Janina (1896–1987); Lwów, przyjęta 1933
- Neuman Jan (1902–1941); Lwów, Warszawa, zaproszony 1931
- Olszański Tadeusz; Poznań, przyjęty 1937
- Osterloff Edmund (1863–1938); Radomsko, zaproszony 1931
- Pawłowski Adam; Poznań, przyjęty 1937
- Plater-Zyberk Stefan (1891–1943); Warszawa, przyjęty 1931
- Romer Witold (1900–1967); Lwów, zaproszony 1931 K.S
- Ryś Mieczysław (1896–1967); Poznań, przyjęty 1933
- Schabenbeck Henryk (1886–1939); Zakopane, przyjęty 1931
- Schönfeld Stanisław (1882–1955); Warszawa, przyjęty 1931
- Sheybal Stanisław (1891–1976); Krzemieniec, przyjęty 1931
- Składanek Klemens (1896–1944); Warszawa, zaproszony 1931
- Śledziewski Piotr (1884–1950); Wilno, przyjęty 1931
- Stalony-Dobrzański Jerzy (1886–1939); Warszawa, przyjęty 1937
- Sunderland Jan (1891–1979); Warszawa, przyjęty 1937
- Świtkowski Józef (1876–1942); Lwów, przyjęty 1931
- Szporek Zygmunt (1887–1941?); Warszawa, zaproszony 1931
- Turski Stanisław (1904–1989); Wilno, przyjęty 1937
- Ulatowski Roman Stefan (1881–1959); Poznań, przyjęty 1933
- Wański Tadeusz (1894–1958); Poznań, Gdynia, powołany 1930 K.S
- Węcławski Anatol Antoni (1891–1985); Warszawa, przyjęty 1937
- Wieczorek Antoni (1887–1940); Zakopane, zaproszony 1937
- Zdanowska Bolesława (1908–1981); Wilno, przyjęta 1937
- Zdanowski Edmund (1905–1984); Wilno, przyjęty 1937

Źródło